# Seeds
Seeds är ett album av den svenska synthpoptrion Universal Poplab. Det släpptes i Sverige den 7 maj 2008. Från albumet har det släppts tre singlar, "Fame & Hate", "On The Run" och "Summer Struck".

## Låtlista
1. Fame & Hate (3.53)
2. The Way Things Work (4.03)
3. On The Run (5.11)
4. Summer Struck (3.01)
5. The Toast That Never Ends (3.51)
6. Another Last Time (3.16)
7. Touch (4.12)
8. Pearl (3.29)
9. Don't Believe The Hype (5.35)
10. Maximun City (6.46)